# Rivière Takwa
La rivière Takwa est un affluent de la rive nord  du lac Mistassini (versant de la rivière Rupert), coulant dans la municipalité de Eeyou Istchee Baie-James, dans la région administrative du Nord-du-Québec, au Québec, au Canada. Cette rivière coule au sud-est des Monts Tichégami. La partie supérieure de ce cours d'eau coule dans la réserve de Mistassini.
La partie supérieure (en amont du Lac de la Tittite) est desservi par la route 167 (sens nord-sud) venant de Chibougamau qui emprunte cette vallée pour remonter vers le nord.
La surface de la rivière Takwa est habituellement gelée de la fin octobre au début mai, toutefois la circulation sécuritaire sur la glace se fait généralement de la mi-novembre à la fin d'avril.

## Géographie
Les bassins versants voisins sont :
- côté nord : rivière Chéno, rivière Toco, rivière Kapaquatche, lac Mantouchiche, lac du Magyar, rivière Tichégami, rivière Pépeshquasati ;
- côté est : rivière des Cinq Outardes, ruisseau Tait, lac Samuel, lac Jeanne, lac Roxane, lac Sylvio, rivière Témiscamie, lac Béthoulat, lac Caouachigamau, rivière Témis ;
- côté sud : rivière des Cinq Outardes, ruisseau Tait, rivière Témiscamie, lac Mistassini, lac Albanel. Note : Les péninsules Ouachimiscau et du Dauphin sont situées au sud sur le lac Mistassini ;
- côté ouest : rivière Pépeshquasati, rivière Neilson (rivière Pépeshquasati), rivière Wabissinane, lac Fromenteau (rivière Wabissinane), lac Anorak, lac Baudeau, lac Comeau (rivière Rupert), rivière Tichégami.

La rivière Takwa prend sa source à l'embouchure d'un lac non identifié (longueur : 0,8 km ; altitude : 781 m) faisant partie d'un ensemble de lacs situés dans la réserve de Mistassini, près de la limite de la région administrative du Saguenay–Lac-Saint-Jean. Cet ensemble de lacs est aussi drainés par les rivières (et leurs affluents) : la rivière Tichégami (côté Nord), Pépeshquasati (côté sud-ouest), Tichégami (côté nord), Toco (côté sud), Témis (côté sud-est) et Témiscamie (côté est). Les monts Tichégami sont situés à l'ouest de cet ensemble de lacs.
Le lac non identifié à la source de la rivière Takwa est situé à :
- 0,7 km à l'est de la route 167 ;
- 61,1 km au sud-est du cours de la rivière Eastmain ;
- 73,0 km au nord-est de l'embouchure de la rivière Takwa (confluence avec le lac Mistassini) ;
- 23,8 km à l'ouest du cours de la rivière Témiscamie ;
- 23,0 km au sud-est du cours de la rivière Tichégami ;
- 135,2 km au nord-est de l'embouchure du lac Mistassini (tête de la rivière Rupert) ;
- 200,6 km au nord-est du centre du village de Mistissini (municipalité de village cri).

À partir du lac de tête (lac non identifié), le courant de la rivière Takwa coule sur 141,1 km vers généralement vers le sud-ouest, au nord-est du lac Mistassini, entièrement en zone forestière, selon les segments suivants :
Partie supérieure du cours de la rivière Takwa (segment de 111 km)
- 20,7 km vers le Sud, jusqu'à la décharge (venant du nord) de lacs non identifiés ;
- 19,3 km vers le sud-ouest en traversant en fin de segment un lac non identifié (longueur : 1,6 km ; élévation : 528 km), sur sa pleine longueur jusqu'à son embouchure ;
- 7,0 km vers le sud-ouest jusqu'à la confluence de la rivière Toco (venant du nord) ;
- 5,6 km vers le sud jusqu'à la rive nord-ouest du « Lac de la Tillite » ;
- 2,9 km vers le sud-ouest en traversant le « Lac de la Tillite » (longueur : 4,2 km ; élévation : 495 km), jusqu'à son embouchure ;

Partie inférieure du cours de la rivière Takwa (segment de 40,5 km)
- 17,4 km vers le sud-ouest, jusqu'à la confluence de la rivière Kapaquatche (venant du nord) ;
- 3,8 km vers le sud-ouest en passant à 3,1 km du côté sud-est du Mont Tait, jusqu'à la confluence de la rivière des Cinq Outardes (venant du sud-est) ;
- 10,0 km vers l'est en formant une courbe vers le Sud, jusqu'à la confluence de la rivière Chéno (venant du nord-ouest) ;
- 9,3 km vers le sud-ouest en formant une boucle vers le sud-est et en recueillant un ruisseau non identifié (venant du Sud), jusqu'à l'embouchure de la rivière[2].

L'embouchure de la rivière Takwa est située à :
- 15,7 km à l'est de l'embouchure de la rivière Pépeshquasati (confluence avec le lac Mistassini) ;
- 67,2 km au nord-est de l'embouchure du lac Mistassini (entrée de la baie Radisson et début de la rivière Rupert) ;
- 127,8 km au nord du centre du village de Mistissini (municipalité de village cri) ;
- 195 km au nord du centre-ville de Chibougamau ;
- 172,4 km au nord-est de l'embouchure du lac Mesgouez lequel est traversé par la rivière Rupert ;
- 417 km au nord-est de la confluence de la rivière Rupert et de la baie de Rupert[2].

L'embouchure de la rivière Takwa se déverse au fond d'une baie secondaire de la rive nord  du lac Mistassini, à côté de l'île Berry ainsi que face à la Pointe Normandin et à  l'Île Sainte-Marie. Cette baie est bordée au sud-est par la péninsule du Dauphin et au nord-ouest par la péninsule Ouachumiscau.
À partir de l'embouchure de la rivière Takwa, le courant traverse le lac Mistassini sur 78,1 km vers le sud-ouest, notamment en contournant la péninsule Ouachimiscau et en traversant la chaine d'îles enlignée vers le sud-ouest dans le sens du lac. Puis le courant emprunte le cours de la rivière Rupert laquelle fait d'abord une boucle vers le nord, puis coule généralement vers l'ouest jusqu'à la baie de Rupert.

## Toponymie
D'origine cri, le terme « Takwa », signifie poste d'affût et cache pour le gibier. La Commission de géographie du Québec a officialisé ce toponyme en 1945. Dès la seconde moitié du XIXe siècle, ce toponyme et ses variantes, Toquaoeo, Tokwaoio, Toqueco ou Tekwa, sont indiqués dans divers documents. Dans un rapport publié en 1885, le géologue Albert Peter Low fait mention de la «rivière Toquaoeo». Par ailleurs, d'autres documents cartographiques désignent ce cours d'eau sous la forme « Rivière Porc-Épic » et « Rivière Sikawaka Sibee ».
Le toponyme « rivière Takwa » a été officialisé le 5 décembre 1968 à la Banque des noms de lieux de la Commission de toponymie du Québec, soit à la création de cette commission.